# B41

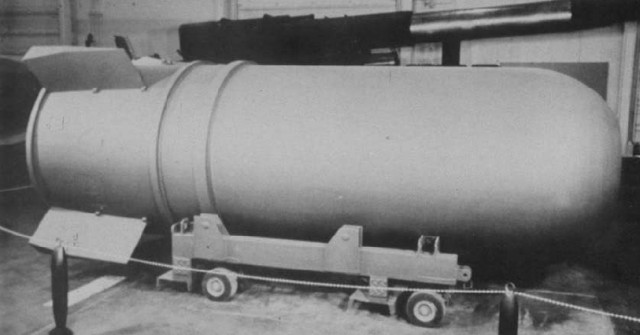
B41 v transportním pouzdru.

Mk 41 (od roku 1968 nesoucí označení B41) byla termonukleární zbraň vyvinutá Strategickým velením vzdušných sil Spojených států amerických na začátku 60. let.

## Vývoj
Vývoj Mk 41 začal v roce 1955. Požadavkem americké Air Force bylo zařazení do třídy B (vysoce ničivá puma o hmotnosti větší než 10 000 liber, tj. 4 544 kg). Byla založena na testovacím zařízení „Bassoon“, jež bylo poprvé vyzkoušeno v jaderném testu v Redwing Zuni 27. května 1956. Verze B41 v podobě mezikontinentální balistické rakety byla zrušena v roce 1957.

## Složení
Mk 41 byla jediná třístupňová termojaderná zbraň zařazená do arzenálu Spojených států. Pro reakci jaderného štěpení používala směs deuteria a tritia, pravděpodobně s obohaceným litiem-6. Byly vyvinuty dvě verze, Y1 - „špinavá“ verze s terciárním stupněm, v níž byl uzavřen U-238; a Y2 - „čistá“ verze s olověným třetím stupněm. Byla to nejničivější kdy vyrobená zbraň Spojených států, měla sílu 25 megatun.

## Parametry
Zbraň byla dlouhá 376 cm, její průměr byl 132 cm. Vážila 4 850 kg. Nést ji mohly letouny B-52 a B-47. Mohla být vypuštěna volným pádem nebo s padákem a mohla být nastavena na výbuch ve vzduchu, s kontaktem se zemí nebo zpožděnou detonací (např. pokud by její cíl měl být pod vodou).

## Životní cyklus
Výroba začala v září 1960. B41 byla zařazena do arzenálu US Army v roce 1961. Do června 1962 jich bylo vyrobeno asi 500 kusů. Od roku 1963, kdy byla vyvinuta B53, byla B41 postupně odstavena. V roce 1968 dostala označení B41. Poslední B41 byly odepsány v červnu 1976.